# Comuna Ciornușovîci, Pustomîtî
Ciornușovîci (în ucraineană Чорнушовичі) este o comună în raionul Pustomîtî, regiunea Liov, Ucraina, formată din satele Ciornușovîci (reședința), Juravnîkî și Tarasivka.

## Demografie
Componența lingvistică a comunei Ciornușovîci
     Ucraineană (99,93%)
     Alte limbi (0,07%)
Conform recensământului din 2001, majoritatea populației comunei Ciornușovîci era vorbitoare de ucraineană (99,93%), existând în minoritate și vorbitori de alte limbi.